# Farinelli (castrat)
Carlo Broschi, més conegut com a Farinelli (Àndria, Regne de Nàpols, 24 de gener de 1705 - 16 de setembre de 1782), fou un reconegut cantant d'òpera castrat del segle xviii. Fou ell mateix qui es va batejar amb el nom artístic de Farinelli, agafat d'un magistrat italià. Carlo va néixer en una família de la baixa noblesa, el seu pare Salvatore era compositor i mestre de capella a la catedral de la ciutat, va ser governador durant tres anys i morí sobtadament. Farinelli va ser castrat quan només era un nen per aconseguir tenir veu de soprano, tot i que es creu que va ser castrat per qüestions mèdiques a causa d'un accident que va patir amb un cavall. La castració era una pràctica penalitzada; tot i això, es continuava duent a terme. Quan una família creia que el seu fill tenia dots pel cant, el portaven a l'operació convençuts que aquest podria convertir-se en un gran cantant.

## Biografia

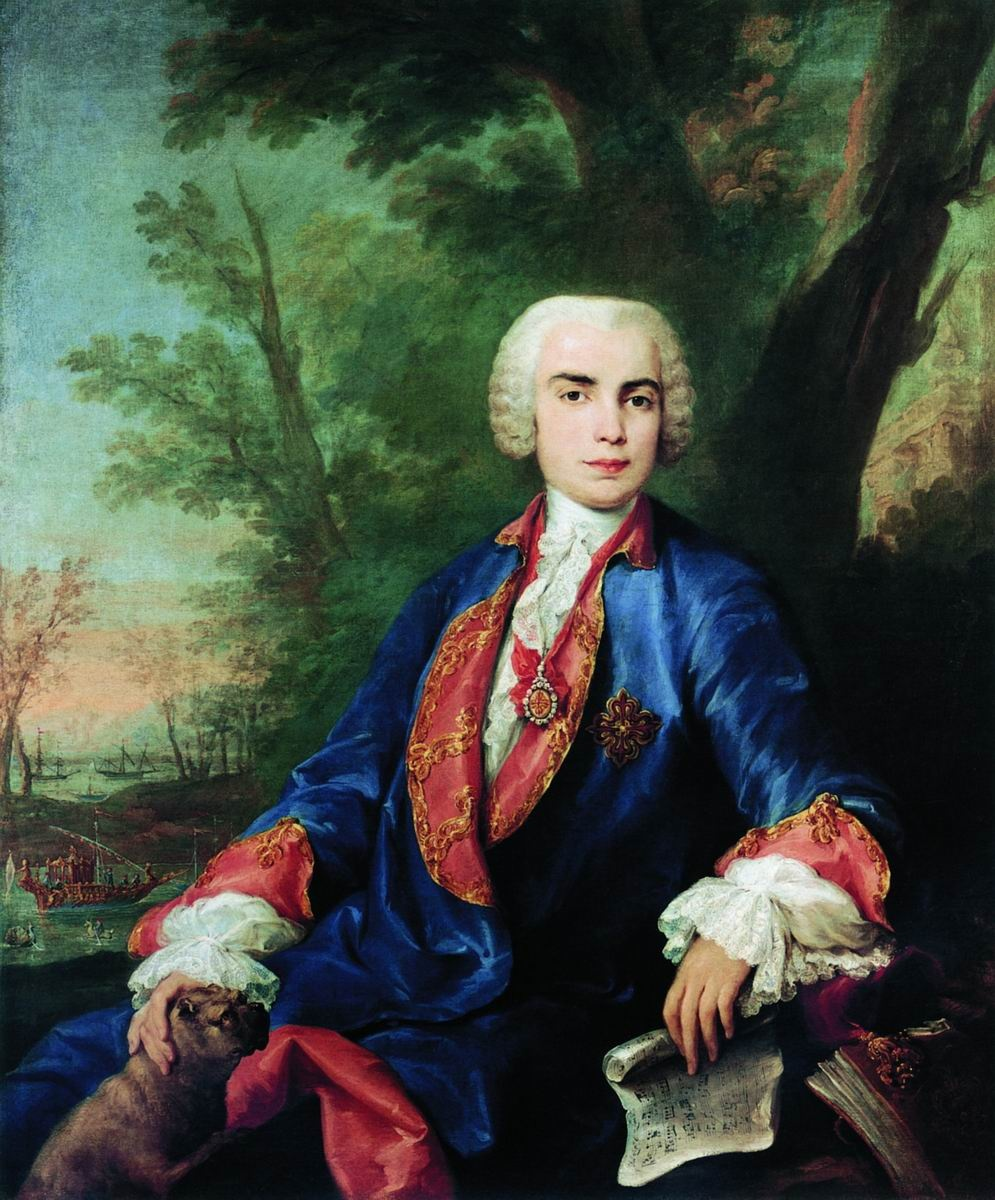
Farinelli, de Corrado Guiaquinto

Farinelli, seguint la tradició familiar (era nebot de Giovanni Batista Farinelli), va ser enviat a un conservatori en el qual exercitava la seva veu i prenia lliçons de composició i d'improvisació, d'aquí que Farinelli personalitzés les peces que li donaven compostes.

Sota la instrucció de Nicola Porpora, Farinelli va adquirir una gran bellesa a la veu i es va fer famós al sud d'Itàlia. El 1722 va realitzar la seva primera aparició a Roma, amb l'òpera Eumene, composta pel seu mestre; Farinelli va despertar un gran entusiasme amb aquella obra. A les òperes, regularment tenia papers de dones, com per exemple el paper d'Adelaida a l'obra Adelaide de Nicola Porpora. 

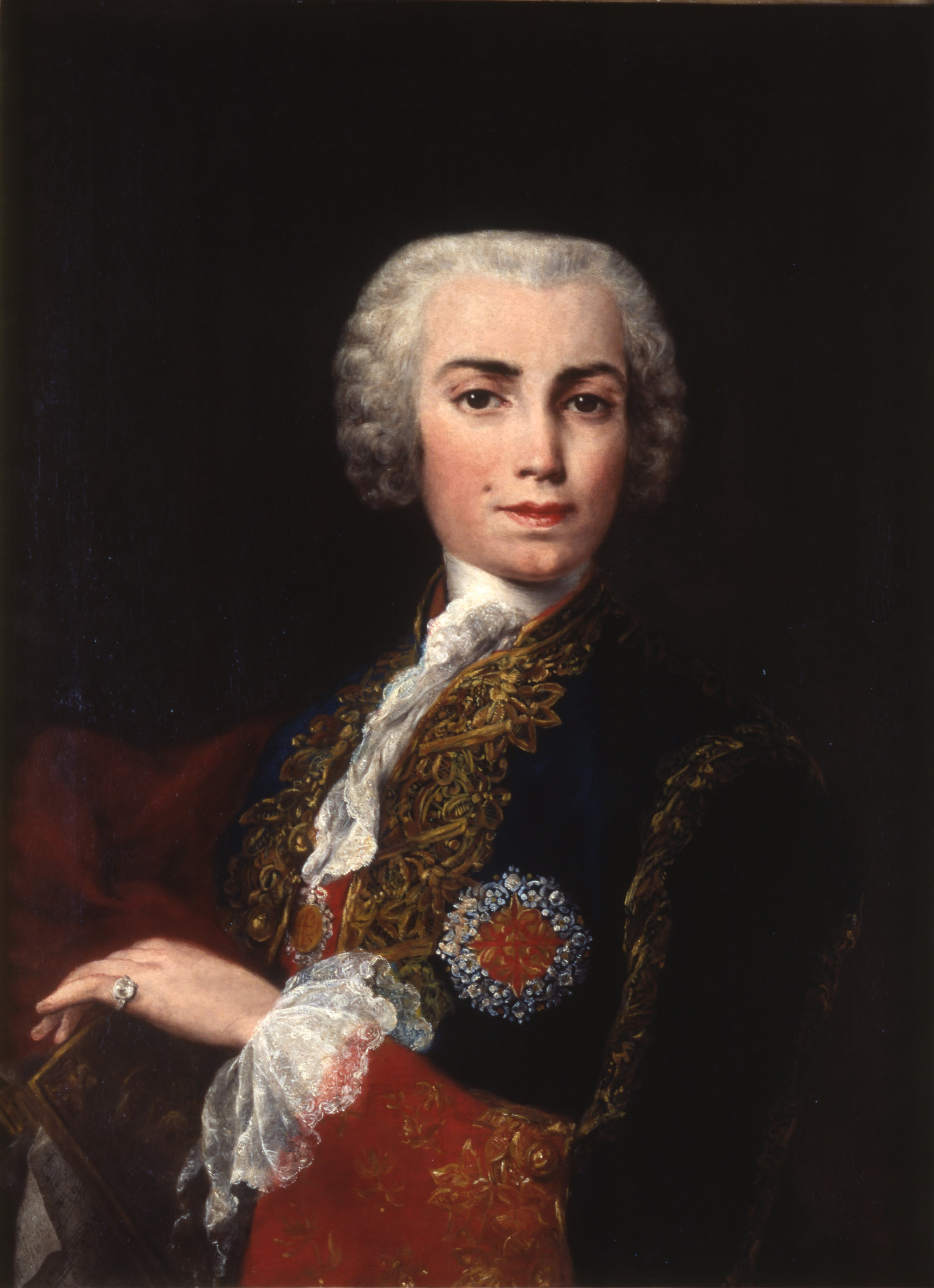
Farinelli amb la Creu de Calatrava, de Jacopo Amigoni

El 1724 va anar a Viena i a Venècia. El 1726 va cantar a Milà i el 1727 va cantar a Bolonya, on va conèixer Bernacchi, qui el va ajudar molt durant la seva instrucció a recórrer quasi totes les ciutats d'Itàlia amb molta fama i èxit.
El 1734 va anar a Londres per donar suport a l'òpera Arianna in Nasso, de Nicola Porpora, que competia amb Händel. Tot i l'ajut de Farinelli, Porpora no va tenir èxit. A Anglaterra també va triomfar, començant amb l'obra Artaserse, i s'hi va quedar durant tres anys. Tot seguit va partir cap a França per cantar davant del rei Lluís XV.
L'any 1737 va viatjar a Espanya per ajudar el rei Felip V a superar la depressió que patia. Tot i que Farinelli només tenia pensat quedar-s'hi uns mesos, finalment s'hi va quedar vint-i-cinc anys. Durant tots aquests anys, el cantant havia de cantar les mateixes cançons al rei (es tracta d'una de les primeres notícies de musicoteràpia). Durant la seva estada a Espanya va adquirir reputació d'empresari i fins i tot va prendre part en alguns assumptes públics.
Poc després que el rei Ferran VI fos coronat, Farinelli va ser nomenat director dels teatres de Madrid i d'Aranjuez. El 1750 se li va donar el rang de cavaller i va ser condecorat amb la Creu de Calatrava.

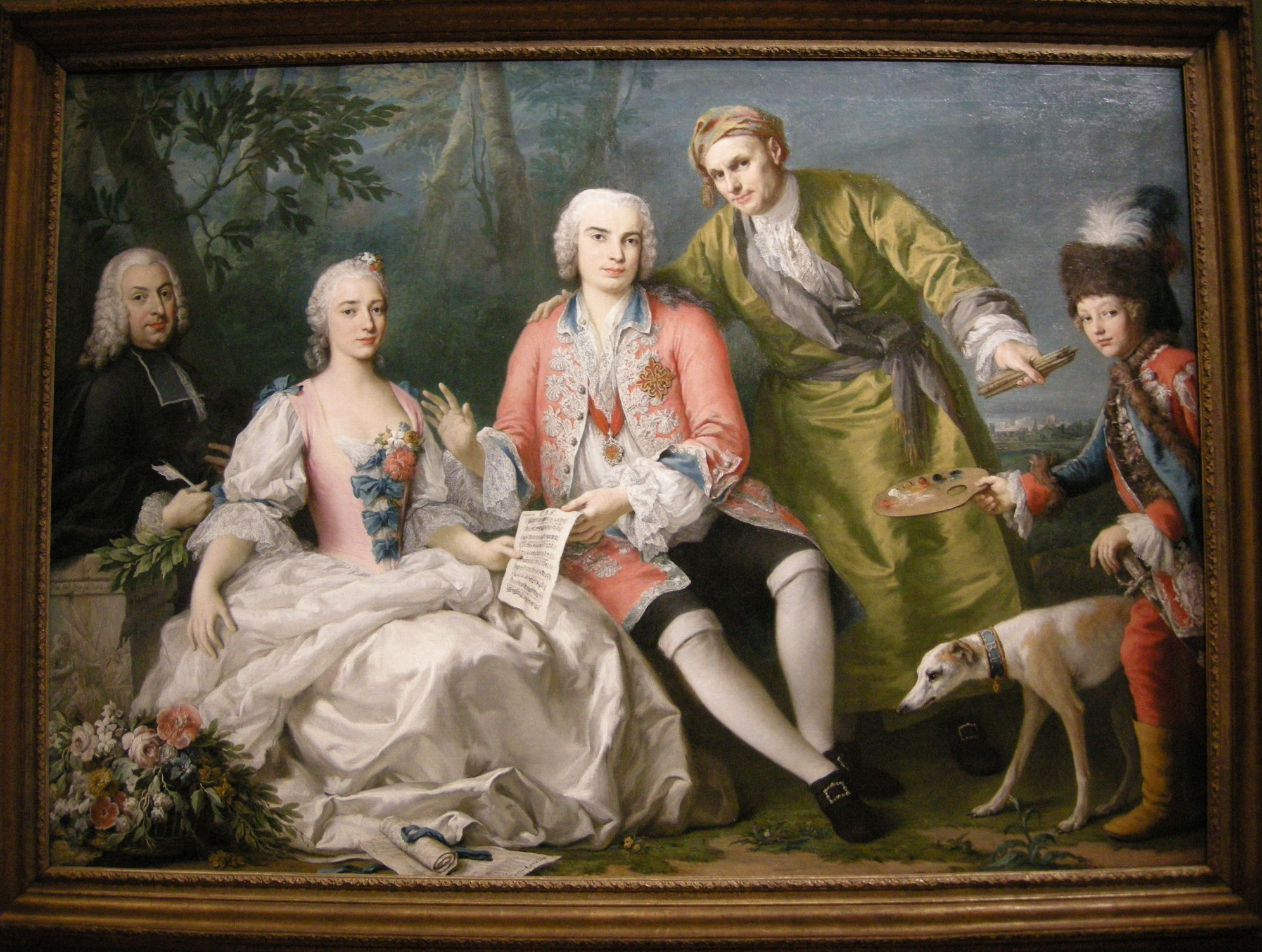
Farinelli amb Metastasio, de Jacopo Amigoni

Quan Carles III el va succeir, a causa de les diferències polítiques, Farinelli es va retirar a Bolonya amb tota la fortuna que havia obtingut, i allí va passar els seus últims dies amb Pietro Metastasio, qui va morir pocs mesos abans que Farinelli, el 12 d'abril de 1782.
Farinelli no només va cantar, sinó que també va tocar instruments de teclat i la viola d'amor. I també va donar classes de cant, tenint entre els seus alumnes al compositor Francesco Sinico. A més a més, ocasionalment també va compondre: va escriure el text i la música d'un "adeu" a Londres, una ària per a Ferran VI i algunes sonates per a orgue.

## Cinema
El 1994 es va realitzar un biopic, Farinelli il castrato, on era presentat com una gran "estrella del rock" barroca.